# Барбьери, Филиппо (хронист)

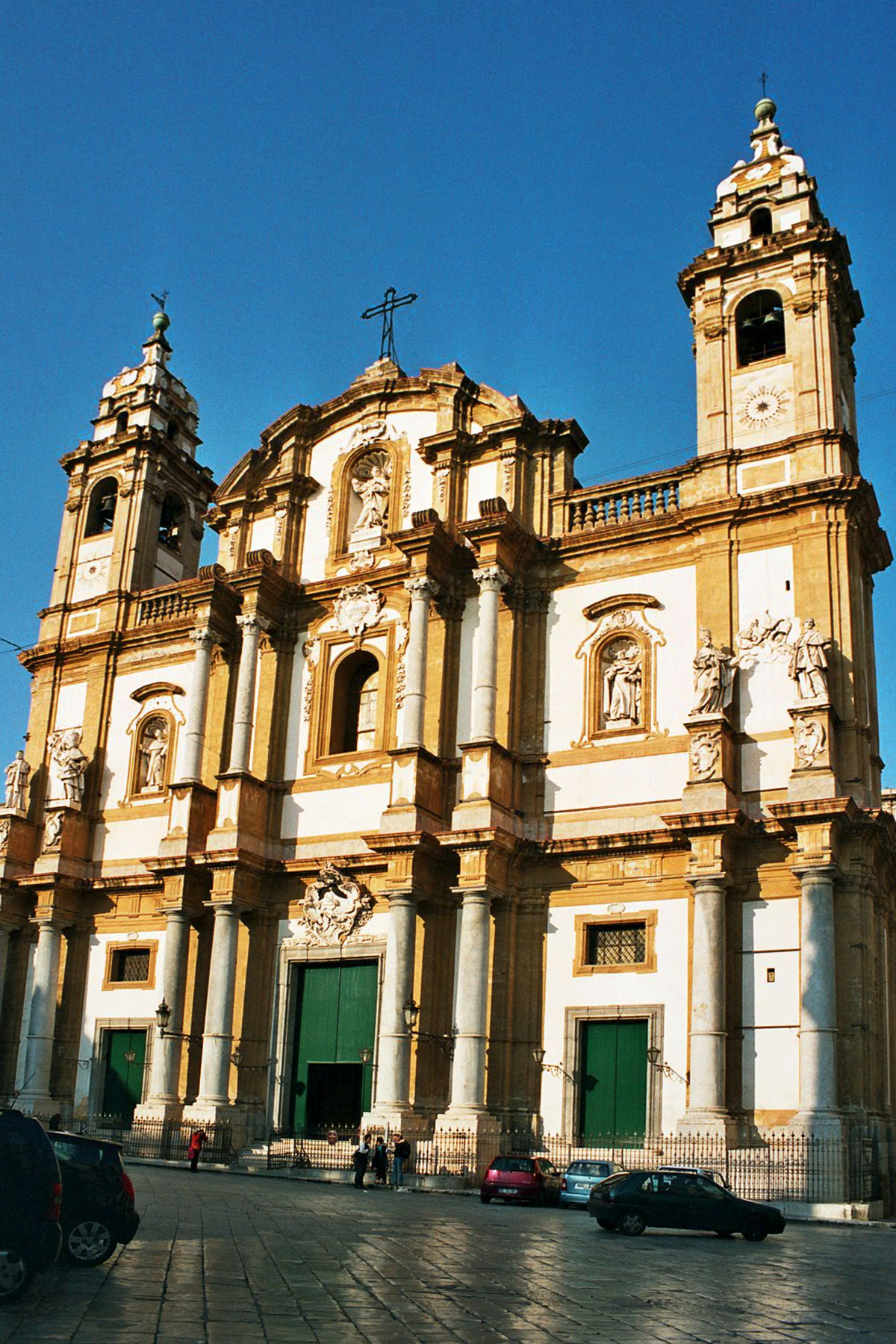
Церковь Сан-Доменико в Палермо (1458—1480), где был похоронен Филиппо Барбьери

Филиппо Барбьери, или Барбери (итал. Filippo Barbieri, или Filippo Barberi, лат. Philippus de Barberiis, или Philippus Siculus, фр. Filippo Barberio; 1426, Сиракузы — не позже 13 июня 1487, Палермо) — итальянский хронист, философ, теолог и проповедник из Сиракуз (Сицилия), монах-доминиканец и служитель инквизиции, автор «Хроники верховных понтификов и императоров» (лат. Cronica summorum pontificum et imperatorum).

## Биография
Родился около 1426 году в Сиракузах (Королевство Сицилия). Изучал богословие в открытом незадолго до этого (1434) университете Катании, в котором позже преподавал сам и где получил в 1461 году степень доктора теологии.
В молодости вступил в местном монастыре в орден доминиканцев, сделавшись активным проповедником его ведущей идеологической доктрины, основанной на идеях ортодоксального томизма.
Помимо Катании, преподавал теологию в доминиканской школе Палермо, открытой в 1450 году по инициативе местного историка-гуманиста Пьетро Рансано. Позже вместе с последним безуспешно пытался организовать с дозволения короля Арагона Фердинанда II в Палермо свой университет.
С 1462 году исполнял в Катании должность инквизитора. Участие его в процессах ведьм из Калабрии не получило достаточных документальных доказательств. В конце 1460-х — начале 1470-х годов дважды посещал со своими проповедями Венгрию, заслужив от короля Матьяша Корвина в награду пожизненную пенсию.
В 1474 году назначен был проповедником в монастыре Санта-Мария-Новелла во Флоренции, а позже при арагонском дворе в Неаполе, за что при посещении в июле того же года Севильи был щедро одарен королём Фердинандом Католиком.
Вернувшись 20 февраля 1475 года в Италию, сменил Сальво Кассетта, назначенного мастером Апостольского дворца в Риме, в должности генерального инквизитора Сицилии, Сардинии и Мальты.
В 1476 году вновь отправился в Испанию, чтобы получить у короля Фердинанда II подтверждение привилегий, данных сицилийским инквизиторам в 1233 году императором Священной Римской империи Фридрихом II и подтверждённых в 1451 году королём Кастилии Альфонсо V Великодушным, в соответствии с которыми конфискованное у местных еретиков имущество делилось поровну между королём, папой и служителями местного трибунала. 2 октября 1477 года их подтвердила Изабелла Кастильская, 18 октября её супруг Фердинанд, а 10 декабря того же года его престарелый отец Хуан II Арагонский.
Заслужив немалое почтение со стороны католических величеств, отмеченное в текстах подтверждений привилегий, в 1479 году официально заручился их поддержкой для борьбы с «новыми христианами», на основании чего считался одним их активных участников преследования евреев, негласно санкционированного папой Сикстом IV (1471—1484), и сторонником назначенного в 1483 году великим инквизитором Томаса де Торквемады, что достоверно не подтверждается источниками.
20 сентября 1479 года назначен был викарием Мессинского монастыря, а в 1481 году утверждён королём Фердинандом в должности генерального инквизитора Сицилии, Мальты и Гоцо. 27 июня 1481 года обвинён в клевете на папу Сикста и его предшественника Павла II (1464—1471), за что лишён своей должности, вновь получив её лишь 25 января следующего года, согласно амнистии.
30 июня 1485 года уступил свою должность генерального инквизитора Сицилии Пьетро Фичера, удалившись в монастырь Сан-Доменико в Палермо, где и скончался не позже 13 июня 1487 года, когда генеральный магистр ордена проповедников упомянул его как недавно умершего (лат. Bona Magistri Philippi de Barberis nuper defuncti declarantur pertinere ad Provinciam). Похоронен в бывшем монастырском соборе Святого Доменика.
Учеником его ошибочно считался известный богослов-доминиканец Томмазо де Вио Гаэтани (1468—1534), который начал преподавать в 1491 году, уже после его смерти.

## Сочинения
Из исторических трудов его наиболее известна «Хроника верховных понтификов и императоров» (лат. Cronica summorum pontificum et imperatorum), охватывающая период с 1316 по 1469 год и являющаяся продолжением «Собрания хронологических выписок от сотворения мира до 1312 года» (лат. Compilatio chronologica ab o. c. usque ad anno 1312) Риккобальдо Феррарского. С точки зрения содержания, работа Барбьери, более связная, информативная и строгая хронологически, отличается от компилятивной и поверхностной хроники Риккобальдо, доводя изложение до правления Фердинанда II Арагонского.
Впервые выпущенная в свет в 1474 году в Риме анонимно, она позже ошибочно переиздавалась за авторством Джованни Филиппо де Линьямине из Мессины, приближенного папы Сикста IV, возможно, намеренно приписавшего себе её составление на правах публикатора. В частности, под заглавием «Продолжение хроники Риккобальдо Филиппо де Линьямине с 1316 по 1469 год» (лат. Philippi de Lignamine Continuatioronic, Ricobaldini ab anno MCCCXVI ad annum MCCCCLXIX) её опубликовал в 1726 году в Милане в IX томе свода «Rerum Italicarum Scriptores» церковный историк и издатель Лудовико Антонио Муратори. После Муратори хронику атрибутировали Линьямине такие исследователи, как И. Г. Экхардт, И. А. Фабрициус и Дж. Д. Манси, и лишь Дж. Тирабоски и Н. Д. Эвола перестали отождествлять автора хроники с её издателем.
Другим историческим сочинением Барбьери, опубликованным в 1475 году тем же Линьямине, является «Хроника выдающихся людей» (лат. Virorum Illustrium Cronica), в центре которой находится прославление Фердинанда Арагонского и Изабеллы Кастильской, выведенных в качестве мудрых государей, покровителей искусств и защитников христианства. Помимо описания деяний светских и церковных правителей, вроде получившего в 1471 году папскую тиару Сикста IV, в хронике упоминаются Аврелий Августин, Боэций, средневековые философы и богословы Пётр Ломбардский, Фома Аквинский, Эгидий Римский, гуманисты XV века, в том числе поэты Гуарино да Верона, Антонио Беккаделли и Франческо Филельфо,  филолог Антонио Кассарино и историки Леонардо Бруни и Лоренцо Валла, а также местные сицилийские деятели вроде архиепископа Палермо Никколо Тедески, поэта Джованни Маррацио и правоведа Андреа Барбацца.
Является также автором богословских трактатов:
- «Божественное провидение и человеческое предвидение в двух книгах» (лат. De divina providentia et hominum praedestionene libri duo), посвящённого характерной для томизма доктрине божественного предопределения.
- «О бессмертии души в трёх книгах» (лат. De immortalite animarum libri tres), носящего также названия Libellus de divina providentia, mundi gubernatione, hominum praedestinatione atque reprobatione и Libellus de animorum, посвящённого протонотарию Неаполитанского королевства Онорато Гаэтани, изданного между 1481 и 1487 годами в Неаполе Матиушем Моравским.
- «Расхождения между святыми Иеронимом и Августином. Сивиллы и провозвестники Христа» (лат. Discordantiae sanctorum doctorum Hieronymi et Augustini. Sibyllarum et prophetarum de Christo vaticinia), носящего также название Opusculum de his in quibus Augustinus et Hieronymus dissentire videntur in divinis litteris, или Quattuor hic compressa opuscula, впервые напечатанного в 1481 году в Риме Георгом Лауэром[итал.] и Сикстом Риссингером[итал.][9], а в 1520 году переизданного в Венеции Якобом Кюбелем[12]. В нём Барбьери, опираясь на труд Лактанция «Божественные установления» (нач. IV в. н. э.), приводит ценные сведения о 12-ти римских сивиллах, описав их внешний вид, возраст, манеру одеваться и приведя их известные пророчества[13]. По мнению некоторых учёных, познакомившись с этим сочинением Барбьери, Микеланджело создал свои образы пяти римских сивилл при росписи потолка Сикстинской капеллы (1508—1512)[14].
- «Проповедь в первую неделю Великого поста» (лат. Sermonum quadragesimarum volumen pergrande).

Из других его сочинений можно отметить «Книгу познания самого себя» (лат. Opus Sui itinerarii), «Рукопись о доминиканцах и святых» (лат. Dominicarun ac Sanctorum volumen), «Учёные изобретатели и мастера искусств в трёх книгах» (лат. De inventoribus scientiarum et artium mechanicarum libri tres) и др.
Исследователь Ди Джованни приписывает ему также труд «Жизнь и смерть философов» (лат. De vita et moribus philophorum), содержащий 128 биографий писателей, поэтов и мыслителей прошлого, рукопись которого находилась в собрании доминиканского монастыря в Палермо и ныне хранится там в Центральной городской библиотеке, однако гипотеза его пока что не нашла достаточно убедительных доказательств.

## Издания
- Philippi de Lignamine Continuatioronic, Ricobaldini ab anno MCCCXVI ad annum MCCCCLXIX // Rerum Italicarum Scriptores. Raccolta di fonti, ideata da Ludovico Antonio Muratori. — Tomus IX. — Mediolani: Typographia Societatis Palatinae in Regia Curia, 1726. — coll. 263–276.